# 1426 Riviera
1426 Riviera è un asteroide della fascia principale del diametro medio di circa 15,44 km. Scoperto nel 1937, presenta un'orbita caratterizzata da un semiasse maggiore pari a 2,5812416 UA e da un'eccentricità di 0,1597866, inclinata di 9,06424° rispetto all'eclittica.
Dal 1º febbraio 1980, quando 1367 Nongoma ricevette la denominazione ufficiale, all'8 aprile 1982 è stato l'asteroide non denominato con il più basso numero ordinale. Dopo la sua denominazione, il primato è passato a (1571) 1950 FJ.
L'asteroide è dedicato alla Costa Azzurra tramite il termine generale.